# The Beguiled (película de 2017)
The Beguiled es una película dramática estadounidense de 2017 escrita y dirigida por Sofia Coppola y basada en la novela homónima (originalmente publicada como A Painted Devil) de Thomas P. Cullinan. La cinta está protagonizada por Colin Farrell, Nicole Kidman, Kirsten Dunst y Elle Fanning. Don Siegel dirigió en 1971 una película del mismo nombre basada igualmente en la novela de Cullinan.
Se estrenó en el Festival de Cine de Cannes el 24 de mayo de 2017, y fue seleccionada para competir por la Palme d'Or en su sección principal, en la que Coppola ganó el premio a la mejor dirección, convirtiéndose en la segunda mujer en conseguirlo. La película se estrenó en cines el 23 de junio de 2017, distribuida por Focus Features.

## Sinopsis
La cinta, ambientada durante la Guerra Civil en Estados Unidos, en el año 1864, se centra en un internado solo para chicas en Virginia, en el sur del país. Un soldado de la Unión, John McBurney, gravemente herido, es hallado por una de las jóvenes, que recoge setas en el bosque. El soldado acaba encontrando refugio en el internado, junto a cinco jóvenes y dos institutrices. Tras una cura traumática, el soldado descansa en una sala de la casa que antes servía como aula de música. Allí, el soldado se recupera, pero acaba conquistando el corazón de algunas de las mujeres, heridas metafóricamente por una guerra interminable.

## Reparto
- Colin Farrell como el cabo John McBurney
- Nicole Kidman como la señorita Martha Farnsworth
- Kirsten Dunst como Edwina Morrow
- Elle Fanning como Alicia
- Oona Laurence como Amelia «Amy» Dabney
- Angourie Rice como Jane
- Addison Riecke como Marie
- Emma Howard como Emily

## Producción
Sofia Coppola había expresado inicialmente su aversión a un remake, pero después de ver la versión de 1971 a instancias de la diseñadora de producción Anne Rose, se quedó pensando en maneras de actualizar la película. Específicamente, le interesó la posibilidad de mostrar la historia desde el punto de vista de las mujeres, en contraposición a la del hombre. El material llegó a Coppola en un momento en el que quería hacer una película más optimista que The Bling Ring, de 2013, indicando que quiso «limpiarse» de lo que en sus propios términos era «un mundo pegajoso y feo».
En marzo de 2016, se anunció que Elle Fanning, Nicole Kidman y Kirsten Dunst habían sido elegidas para participar en la película, mientras que Colin Farrell había entrado en conversaciones en julio de ese año. La música para la película fue compuesta por la banda de rock Phoenix.

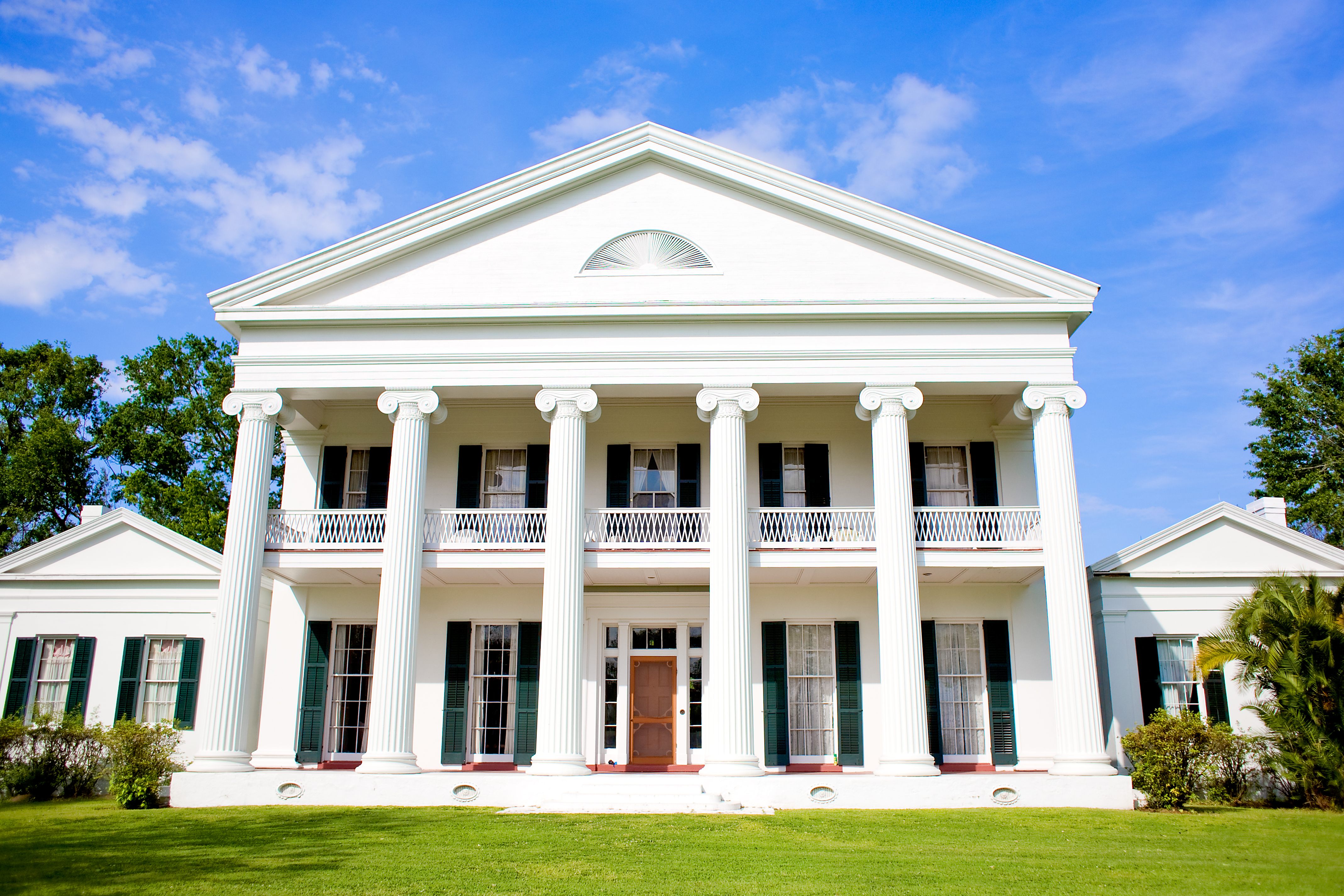
La casa de la plantación de Madewood.

### Rodaje
La fotografía principal comenzó el 31 de octubre de 2016 y concluyó el 7 de diciembre de 2016.
La película se rodó en la Madewood Plantation House, cerca de Napoleonville, Luisiana, para las filmaciones exteriores, mientras que los interiores se rodaron en el interior de la casa de la actriz Jennifer Coolidge, en Nueva Orleans.

## Lanzamiento
La película tuvo su estreno mundial en el Festival de Cine de Cannes de 2017. En dicho evento Coppola obtuvo el Premio a la Mejor Directora, convirtiéndose así en la segunda ganadora dentro de esa categoría, 56 años después de que fuera otorgado por primera vez a una mujer. La película tuvo un estreno limitado el 23 de junio de 2017, antes de ser lanzada en un estreno más amplio en los cines el 30 de junio de 2017.

### Taquilla
Al 12 de agosto de 2017, The Beguiled había recaudado $10.6 millones de dólares en Estados Unidos y Canadá, y $10.1 millones en otros territorios, para un total internacional de $20.7 millones de dólares.
En su fin de semana de apertura limitada, recaudó 240.545 dólares en cuatro cines (un total de 60.136 dólares por sala), terminando en el puesto 20 en la taquilla. En su apertura más amplia, hizo $3.2 millones de dólares en 674 salas (un promedio de $4.694 por sala), terminando octava en la taquilla.

### Recepción crítica
En el sitio web especializado Rotten Tomatoes la película tiene una calificación de aprobación del 79%, basada en 229 reseñas, con una calificación media de 7.1/10. El consenso crítico del sitio dice: «The Beguiled agrega suficiente profundidad adicional a su material de origen para diferenciarse, y el toque moderado de la directora Sofia Coppola es animado por las fuertes actuaciones del elenco». En el sitio web Metacritic, la película tiene una puntuación de 77 sobre 100, en base a 45 críticas, lo que indica "críticas generalmente favorables".
David Ehrlich, de IndieWire, le dio a la película una "A−", diciendo: «La película de Coppola es contada con precisión quirúrgica y gracia salvaje». Todd McCarthy, de The Hollywood Reporter, declaró: «Aparte de poner un poco más de énfasis en el ángulo del empoderamiento femenino... es difícil detectar una razón de ser sólida tras el lento desarrollo de Sofia Coppola».

## Acusaciones de blanqueo
La novela de 1966 tenía como personaje secundario a una esclava negra que la directora Sofia Coppola eliminó de la película, y para un personaje birracial de la novela contrató a la actriz blanca Kirsten Dunst. The Guardian dijo que Coppola fue criticada por participar en el "blanqueo" de la historia, a lo que respondió diciendo que hizo los cambios para «no cepillar un tema tan importante de una manera ligera», y que «para las chicas jóvenes que ven mis películas, no era la representación de un personaje afroamericano que quisiera mostrarles».